# Frederik Hijink
Frederik Jacob Antonie Hijink (Dinxperlo, 11 augustus 1886 – Den Haag, 9 februari 1966) was een Nederlands jurist en raadsheer in de Hoge Raad der Nederlanden.
Hijink was zoon van de notaris mr. Wander Elibertus Hijink en diens echtgenote Guillette Hugenholtz. Hij studeerde letteren en rechten aan de Universiteit Leiden van 1904 tot 1912; op 5 juli 1912 promoveerde hij daar op het proefschrift Gerechtelijke uitwinning van onroerende goederen. Na zijn promotie werd hij advocaat te Almelo. In 1916 werd hij daarnaast rechter-plaatsvervanger bij de Rechtbank Arnhem, tot hij in 1920 werd benoemd tot rechter bij de Rechtbank Almelo. In 1924 verruilde hij Almelo voor de Rechtbank Den Haag, waar hij rechter zou blijven tot hij in 1935 tot raadsheer bij het Gerechtshof Den Haag werd benoemd.
Op 6 januari 1939 werd Hijink door de Hoge Raad aanbevolen voor benoeming tot raadsheer, ter vervulling van een vacature die was ontstaan door het pensioen van de president Feith en de daaropvolgende benoeming van raadsheer Taverne tot vicepresident. De Tweede Kamer nam de aanbeveling over op haar voordracht en de benoeming volgde op 22 februari van dat jaar. Hijink bleef raadsheer tot hem met ingang van 1 september 1956 ontslag werd verleend vanwege het bereiken van de 70-jarige leeftijd.
Hijink was op 16 januari 1923 te Maarssen getrouwd met Lamina Catharina de Muinck Keizer. Hij overleed in 1966 op 79-jarige leeftijd.
- International Standard Name Identifier: 0000 0003 9701 2907
- Nederlandse Thesaurus van Auteursnamen: 107223198
- Virtual International Authority File: 292096800
- WorldCat: E39PCjvBgp6wYTjKKFbQmPYvRC